# Ихтиофауна Требишњице и Требињског језера
Ихтиофауна Требишњице и Требињског (Горичког) језера обухвата карстно подручје источне Херцеговине које је оскудно воденим токовима па самим тим има просторно ужи значај за Републику Српску и Босну и Херцеговину.

## Географија
У склопу подручје Требишњице и Требињског (Горичког) језера које су на северном и северозападном ободу у саставу Парка природе „Орјен“ налазе се сливови Сушице и део тока Требишњице са Требињским (Горичким) језером.
Подручје слива реке Требишњице једно је по падавинама од најбогатијих у Европи (које у просеку износе 1.800 мм годишње), уз чији слив се налази место Црквице највише кише у Европи (у просеку 4.900 мм годишње).

### Требишњица
Требишњица је херцеговачка река понорница дуга 96,5 km која извире близу Билеће испод стрмог одсека планине Влајиња (492 метара) на надморској висини од 398 метара.
Површина слива износи 2.250 km² Требишњица је део комплекса подземних и надземних река чије је крајње исходиште Јадранско море, односно река Омбла (позната и под именом Ријека Дубровачка) која се улива у море код Дубровника.
Слив Требишнице у Републици Српској
Обласни речни слив (дистрикт) реке Требишњице, на територији Републике Српске, има укупну површину од 4.058 km² и налази се на самом југоистоку Босне и Херцеговине. Од тога површина, која припада сливу Требишњице износи 1.980 km², а сливу Неретве 2.078 km2. Ово је део територије Републике Српске који припада медитеранском сливу, док остатак њене територије припада сливу Црног мора.
Највиша тачка подручја Обласног речног слива (дистрикта) реке Требишњице је врх Калелија на коти од 1.977 m.n.m. који се налази на планини Зеленгори, док је најнижа тачка у кањону реке Брегаве на ентитетској граници код села До на надморској висини од 100 m.n.m.

### Требињско (Горичко) језеро
Ово је акумулационо језеро, на око 4 км од Требиња, настало изградњом бране за потребе хидроцентрале Требиње II (Горица) 1965. године. Запремине је 9,0 хм3, односно површине 171 хектара воде.

## Ихтиофауна Требишњице
Због недостатка научне литературе за ихтиофауне Требишњице, осим података Адема Хамзића, као аутохтоне и алохтоне риба и значајне риболовне врсте које се наводе на бројним сајтовима и у публикацијама су:

### Аутохтоне врсте риба у сливу Требишњице
Заступљеност аутохтоних врсте риба у сливу Требишњице је 61,1%, а у најзначајније спадају:
- Стругач (Squalius svalize) — насељава крашке воде, углавном у већим јатима, а налаз стругача у водама Поповог поља указује на чињеницу да ова риба одређени период године проводи у подземним водама (најмање шест месеци годишње).[3]
- Бели клен (Squalius squalius)
- Гатачка младица (Telestes metohiensis)  - карактерише је  специфичан начин живота. Један део животног циклуса  спроводи у подземним језерима крашких пећина, а након изливања вода у плавне равнице  излази у површинске  воде.
- Поточна пастрмка (Salmo trutta)
- Младица (Hucho hucho)
- Угор (Anquilla anquilla)

- Део аутохтоних врста риба у сливу Требишњице
- Поточна пастрмка
- Клен
- Угор
- Младица

### Алохтоне врсте риба у сливу Требишњице
Заступљеност алохтоних врсте риба у сливу Требишњице је 38,9%, а у најзначајније спадају:
- Калифорнијска пастрмка (Oncorhynchus mykiss), чије су прве количина икре увезен 1899. године  њене постојбине а први унос у Требишњицу забележен је 1904. године.
- Шаран (Cyprinus caprio)
- Бели амур (Ctenopharyngodon idella)
- Лињак (Tinca tinca)
- Балонијев балавац (Gymnocephalus baloni-cernua)
- Сом (Silurus glanis), чије је уношење у Требишњицу обављено 1987.-1988. године.[2]
- Деверика (Abramis brama)
- Црвенперка (scardinius erythroprhalamus)
- Тостолобик (Hypophtalamichtys molotrix), који је у Требишњицу унет 1986. и 1987. године, са оправдањем да регулише развој водене макровегетација на реци Требишњици.[2]
- Сунчаница (Lepomis gibbosus)
- Патуљасти сомић (Ictalurus nebulosus)

- Део алохтоних врста риба у сливу Требишњице
- Деверика
- Тостолобик
- Сом
- Шаран

## Врсте које су се јавиле у Требишњици након порибљавања
Како су Требишњица, Требињског језеро и Билећко језеро међусобно повезани, након порибљавања другим алохтоним врстама, могу се те врсте пронаћи и у овим водотоцима. Неке од тих врста су: 
- сом (Silurus glanis),
- деверика (Abramis brama),
- црвенперка (Scardinius erythropthalamus),
- тостолобик (Hypophthalmichtys molotrix),
- сунчаница (Lepomis gibbosus),
- патуљасти сомић (Ictalurus nebulosus)

Уношењем алохтоних врста, њиховим прилагођавањем на услове воде и мрештењем, дошло је до укрштања алохтоних и аутохтоних врста чиме је створена потпуно нова слика генетских и фенотипских особина, а што је довело у опасност очување генског фонда ендемских салмонидних врста риба Требишњице. 
Из тих разлога указала се потреба да Хидроелектране на Требишњици приступе изради студије „Процјена стања ихтиофауне на акумулацијама Билећа и Требиње са планом заштите и одрживим коришћењем“ којом се извршила процјена стања ихтиофауне на акумулацијама Билећа и Требиње, утврдио се квантитативни и квалитативни састав рибљег фонда на Билећком и Требињском језеру и предложен план заштите са препорукама за одрживо коришћење.

### Стеноендемичне врсте риба у сливу Требишњице
Због карстног система подручја Требишњице и Требињског језера, међу ихтиофауном ових водених површина налазе се и значајне стеноендемичне врсте попут гатачке гаовице (Telestes metohiensis).
| Назив врсте                                     | Врста од значаја | Аутохтона | Алохтона | Спортски риболов |
| ----------------------------------------------- | ---------------- | --------- | -------- | ---------------- |
| Стругач (Squalius svalize)                      | Да               | Да        | Не       | Да               |
| Бијели клен (Squalius squalius)                 | Не               | Да        | Не       | Да               |
| Гатачка гаовица (Telestes metohiensis)          | Да               | Да        | Не       | Не               |
| Поточна пастрмка (Salmo trutta)                 | Да               | Да        | Не       | Да               |
| Младица (Hucho hucho)                           | Да               | Да        | Не       | Да               |
| Калифорнијска пастрмка (Oncorhynchus mykiss)    | Не               | Не        | Да       | Да               |
| Шаран (Cyprinus caprio)                         | Не               | Не        | Да       | Да               |
| Угор (Anquilla anquilla)                        | Не               | Да        | Не       | Не               |
| Бели амур (Ctenopharyngodon idella)             | Не               | Не        | Да       | Да               |
| Лињак (Tinca tinca)                             | Не               | Не        | Да       | Да               |
| Балонијев балавац (Gymnocephalus baloni-cernua) | Не               | Не        | Да       | Не               |
| Сом (Silurus glanis)                            | Не               | Не        | Да       | Да               |
| Деверика (Abramis brama)                        | Не               | Не        | Да       | Не               |
| Црвенперка (scardinius erythroprhalamus)        | Не               | Не        | Да       | Не               |
| Тостолобик (Hypophtalamichtys molotrix)         | Не               | Не        | Да       | Да               |
| Сунчаница (Lepomis gibbosus)                    | Не               | Не        | Да       | Не               |
| Патуљасти сомић (Ictalurus nebulosus)           | Не               | Не        | Да       | Не               |

## Угроженост
Изградња хидроелектрана у сливу Требишњице
Изградња хидроелектрана у сливу Требишњице започела је 1960-тих акумулацијом на подручју Мируше, данас Билећког језера. Након тога, следи изградња шест нових хидроелектрана, пет акумулација, више километара канала, бетонирања речних корита, зачепљења понора итд. То је нарушило природни екосистем. Требишњица је постала готово потпуно изолована од околине, са измењеном климом, протоком воде, што је резултовало изумирање ендемских биљних врста попут конопље, смањење животињских врста попут „људске рибице“, угинуће риба у Билећком и Требињском језеру и слично.
Зато за Требишњицу не можемо рећи да је бистра и хировита река, већ укроћена и усидрена у свом новом бетонском кориту покушавајући да створи нови екосистем богат и жив. не дозвољавајући себи да се преда и покорава људским поступцима, већ да остане крхак и стамен као и сама Херцеговина.
Изградњу седам хидроелектрана са пет акумулација подручју хидро система Требишњице је за даљи опстанак и развој ихтиофауне постало угрожено подручје.
Порибљавање алохтоним врстама
Порибљавање алохтоним врстама, намерно или случајно, имало је несагледиве последице за аутохтону, а посебно ендемичку ихтиофану у сливу реке Требишњица, и захтева што хитније решавање ове проблематике у Републици Српској, Босни и Херцеговини и у региону.

## Заштита
У циљу очувања рибљег фонда „Хидроелектране на Требишњици“ сваке године врше редовна порибљавања са млађи калифорнијске и поточне пастрмке различитих узрастних категорија. Ради се о пуносистемском узгоју, почевши од матичног јата, мреста, производње млађи, па до формирања матичног јата неопходног за репродукцију. Производња се обавља на две локације: 
- мрестилиште Миротињ,[6]
- рибогојилише Јазина.

Основна намена ових објеката је производња икре и млађи салмонидних врста рибе за потребе порибљавања Слива Требишњице и свих отворених вода Источне Херцеговине.